# Газета по-киевски
«Газета по-киевски» — городская общественно-политическая ежедневная газета. Входила в Национальную сеть городских газет медиагруппы «ПрессЦЕНТР».
22 июня 2011 года прекращён выпуск печатной версии газеты.

## История издания
- Первый номер «Газеты по-киевски» вышел 23 января 2003 года.
- В мае 2004 года стала выходить ежедневно, 5 раз в неделю.
- С 24 сентября 2005 года — 6 раз в неделю (к перечню номеров добавился субботний номер).
- В феврале 2006 года начинает работу интернет-портал городских новостей — «Газета по-киевски ONLINE».
- В 2006 году было принято решение о запуске подобных городских газет в городах-миллионниках Украины.
- 1 августа 2006 года выходит первый номер «Газеты по-днепровски»,
- 9 ноября того же года — «Газеты по-харьковски».
- 30 марта 2007 года выходит первый номер «Газеты нашего района» — городской локальный проект, объединивший 10 информационных газет с районными новостями.
- 5 апреля 2007 года выходит первый номер «Газеты по-одесски».
- 6 декабря 2007 года одновременно в двух украинских городах — Львове и Донецке — выходит первый номер новых местных газет — «Газети по-львівськи» (на украинском языке) и «Газеты по-донецки».
- Все проекты объединяются в НАЦИОНАЛЬНУЮ СЕТЬ ГОРОДСКИХ ГАЗЕТ
- В конце 2008 года новостные порталы «Газет» объединяются в национальную сеть городских порталов. За последнее полугодие портал посетило более 3,5 миллионов уникальных читателей, которые просмотрели около 33 миллионов страниц.[2]. Из-за финансовых затруднений, возникших вследствие кризиса, издание снова начинает выходить только пять раз в неделю.
- 19 февраля 2011 года в издании была опубликована статья, свидетельствующая о том, что живое общение президента Виктора Януковича с украинским народом — на самом деле тщательно подготовленное мероприятие. После выхода статьи счета издания были заблокированы, финансовая деятельность приостановлена[источник не указан 4940 дней].
- 11 марта 2011 года в результате конфликта между шеф-редактором «Газеты по-киевски» Сергеем Тихим и Александром Ткаченко — ответственным за печатные активы инвестора газеты Игоря Коломойского выпуск издания был приостановлен. Инвестор объяснил свои действия убыточностью проекта, шеф-редактор в своём открытом письме заявил, что конфликт — следствие «недовольства наверху» вышеупомянутой и другими публикациями газеты касательно действующей власти.[3]
- Итогом конфликта стало увольнение Сергея Тихого с должности шеф-редактора, на место которого 13 апреля был назначен Алексей Газубей, в прошлом — главный редактор таблоида «Блик», закрытого несколькими месяцами ранее румынскими инвесторами из-за убыточности и бесперспективности. «Газета по-киевски» на несколько недель возобновила свой выход (за исключением региональных изданий).
- 22 июня 2011 года вышел последний номер «Газеты по-киевски». Согласно заявлению медиагруппы «Пресс-Центр», причиной послужили крупные финансовые претензии на принадлежащий ему бренд газеты со стороны экс-редактора Сергея Тихого, который сразу же выступил с опровержением этой информации.[4]

## Основные тематические блоки
- «В центре внимания» — резонансная тема дня.
- «Что слышно в городе?» — сводка киевских новостей.
- «Страна» — сводка новостей Украины.
- «Мир» — сводка новостей мира.
- «Тема дня» — центральная статья номера, с комментариями экспертов (как правило, резонансо-социальной направленности).
- «Гость» — интервью с публичными или просто интересными людьми.
- «Спорт» — обзор спортивных событий.
- «Ретро» — малоизвестные факты о столице.
- «Путешествия» — куда поехать в пределах Украины.
- «Покупки по-киевски» — сравнение товаров и цен в магазинах столицы, потребительские советы.
- «Здоровье по-киевски» — статьи по традиционной и нетрадиционной медицине, советы и консультации врачей.
- «Деньги по-киевски» — как распоряжаться личными финансами (советы экспертов или примеры обычных людей).
- «Афиша» — анонс наиболее значимых культурных событий города.
- «ТВ по-киевски» — ТВ-программа на наиболее рейтинговые каналы (по четвергам).

## Читатели издания
Основными читателями «газеты по-киевски» были специалисты (24 %), предприниматели и руководители (18 %) и служащие (13 %). Также газету читали домохозяйки и молодые матери (11 %), студенты и пенсионеры (по 9 %). Мужчин и женщин было примерно поровну.